# Гіршгорн (Рейнланд-Пфальц)
Гіршгорн (нім. Hirschhorn) — громада в Німеччині, розташована в землі Рейнланд-Пфальц. Входить до складу району Кайзерслаутерн. Складова частина об'єднання громад Оттербах-Оттерберг.
Площа — 3,32 км2. Населення становить 744 ос. (станом на 31 грудня 2020).